# Kirche Wassen

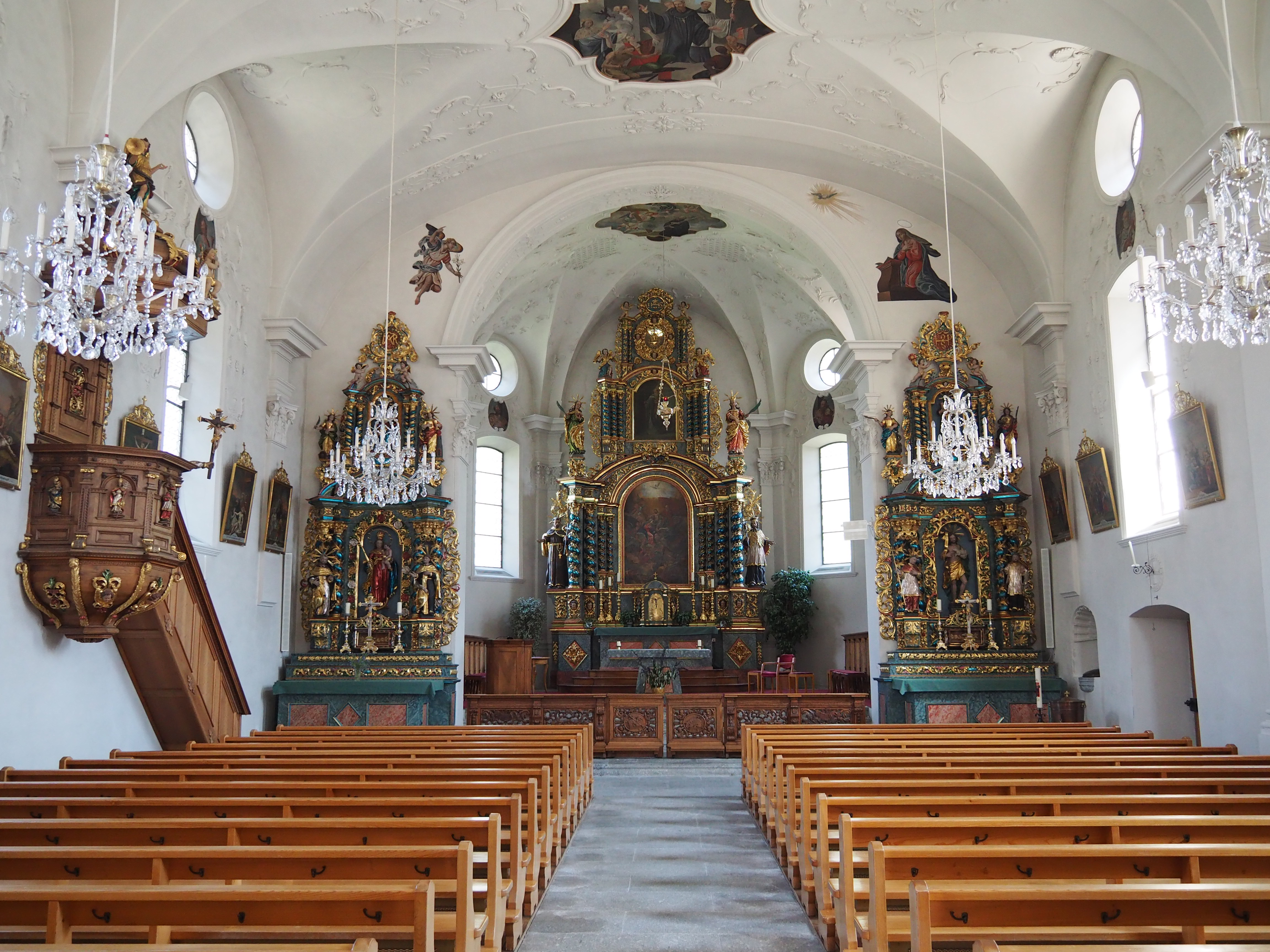
St.-Gallus-Kirche, Inneres

Die Kirche Wassen (in der Schweiz umgangssprachlich s’Chileli vo Wasse) ist die katholische Pfarrkirche von Wassen im Schweizer Kanton Uri. Sie gehört zum Seelsorgeraum Urner Oberland in der Römisch-Katholischen Landeskirche Uri des Bistums Chur. Kirchenpatron ist der heilige Gallus.

## Geschichte
Die heutige Kirche wurde 1734 fertiggestellt und ist ein Kulturgut nationaler Bedeutung. Sie ist dem heiligen Gallus gewidmet. Die Weihe der neuen Kirche wurde 1742 durch den Konstanzer Weihbischof Franz Karl Josef Fugger durchgeführt. Die Altäre stammen aus der Werkstatt des Walliser Bildhauers Jodokus Ritz (1697–1747) und sind durch perspektivisch angeordnete gedrechselte Säulen geprägt, wie sie für den Oberwalliser und Urner Barock typisch sind.

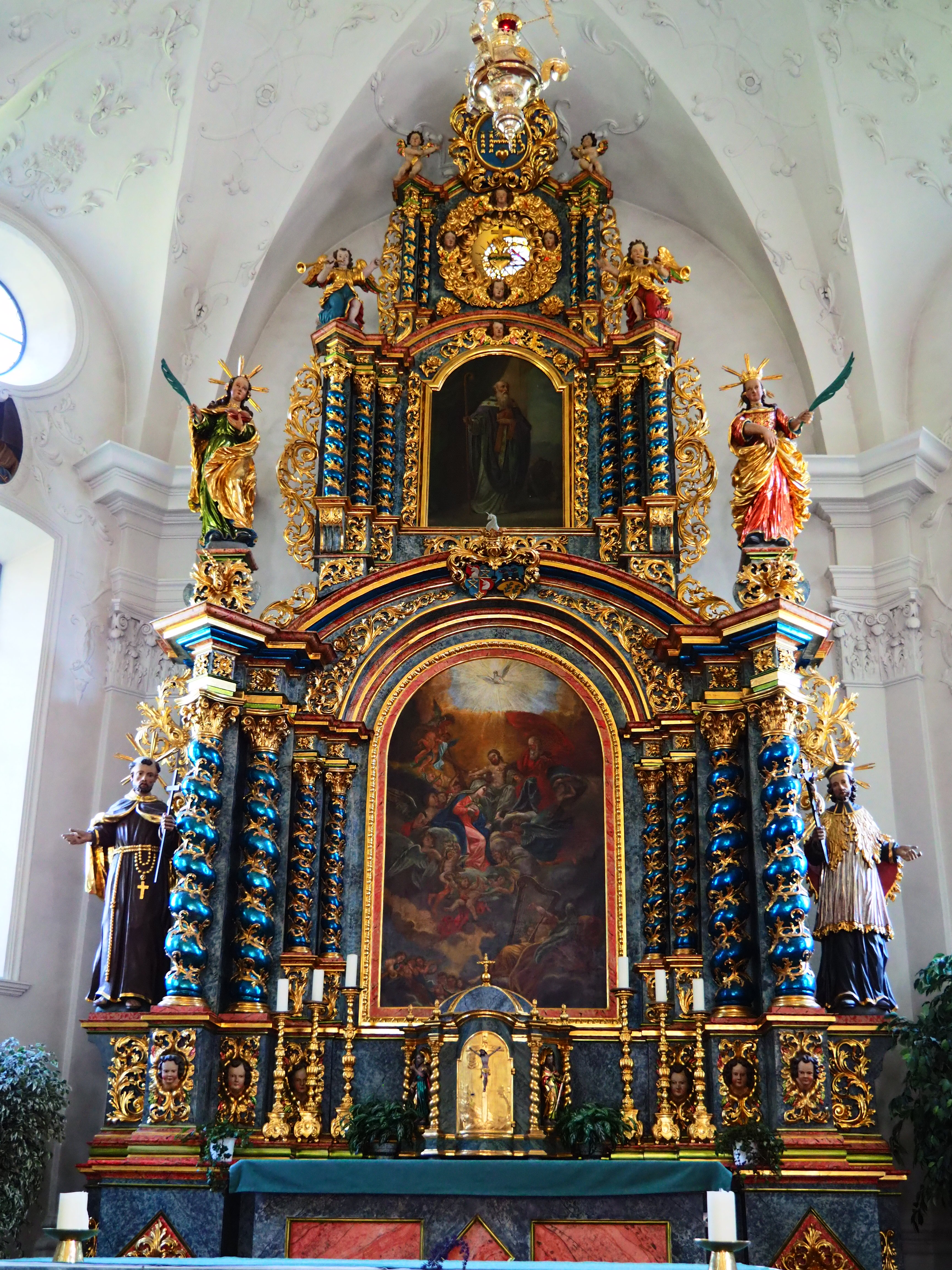
Hochaltar von Jodokus Ritz

Die heutige Kirche ist allerdings nicht die erste Kirche an diesem Standort, obwohl eine archäologische Untersuchung noch aussteht. So lässt die Erwähnung einer Kirchhöre im Jahr 1287 den Schluss zu, dass in Wassen schon damals eine abhängige Filialkirche existierte. Diese Filialkirche bestand sicher 1349, als sie als Filialkirche von Silenen erwähnt wurde. Urkundlich greifbar wurde sie 1458 mit je einer Stiftung von Katharina Kluser und Cueni Kluser. Mit dem bestätigten Ablass, der vermutlich 1471 ausgestellt und vom Generalvikar von Konstanz im Jahr 1480 bestätigt wurde, kann das Patrozinium des Gallus nachgewiesen werden.
Die kreisrunde Totenkapelle vor der Kirche stammt von 1742 und ist mit einem Zwiebelhelm bekrönt.

## Orgel und Glocken
Die Orgel auf der Empore über dem Eingangsbereich im hinteren Teil der Kirche ist ein Werk von Orgelbau Cäcilia A. Frey aus dem Jahr 1969. Sie wurde 1989 renoviert und umintoniert und 2014 zuletzt instand gesetzt. Sie verfügt heute über 15 Register auf zwei Manualen und Pedal. Diese Orgel löste eine Vorgängerorgel aus dem Jahr 1905 der Firma Orgelbau Goll mit zwölf Registern ab.
Im Kirchturm erklingt ein vierstimmiges Glockengeläut, das 1954 von der Giesserei H. Rüetschi aus Aarau gegossen wurde.
| Glocke | Name               | Gewicht (ca.) | Schlagton |
| ------ | ------------------ | ------------- | --------- |
| 1      | Christkönigsglocke | 2’550 kg      | cis’      |
| 2      | Agathaglocke       | 1’200 kg      | e’        |
| 3      | Muttergottesglocke | 0900 kg       | fis’      |
| 4      | Schutzengelglocke  | 0500 kg       | a’        |

## Gotthardbahn
Schweizweit bekannt wurde die Kirche nach der Eröffnung der Gotthardbahn 1882, weil man sie bei der Fahrt aus dem Zug dreimal aus unterschiedlichen Perspektiven erblicken kann. Dies ist der Tatsache geschuldet, dass die Bahnstrecke um Wassen mithilfe zweier Kehrtunnel (Wattinger Tunnel und Leggisteintunnel) rund 200 Höhenmeter in kurzer Distanz überwindet. Dabei überqueren die Gleise dreimal die Meienreuss, wobei die erste Brücke noch unterhalb der Kirche von Wassen, die letzte bereits rund 200 Meter darüber liegt. Auf der mittleren Ebene zwischen den beiden Kehrtunnels führen die Geleise entgegen der ursprünglichen Fahrtrichtung am ehemaligen Bahnhof Wassen vorbei talauswärts gegen Norden. Somit ist dreimal ein Blick von verschiedenen Seiten auf die prominent auf einem kleinen Felsvorsprung thronende Kirche möglich. Für Generationen von Schweizern war daher auf jeder Zugfahrt über den Gotthard die Kirche von Wassen immer mit dabei, unzählige Passagiere verschoben sich von der einen Wagenseite auf die andere und zurück.
Nach der Eröffnung des Gotthard-Basistunnels im Jahre 2016 wurde die Bergstrecke der Gotthardbahn bis Ende 2020 nur noch durch Regionalzüge befahren. Seit dem 13. Dezember 2020 verkehren die Züge der Schweizerischen Südostbahn als «Treno Gottardo» über die nun «Gotthard-Panoramastrecke» genannte Bergstrecke.

## Kirche in der Populärkultur
Gründend auf der Popularität der Kirche aufgrund der Gotthardbahn fand diese in den vergangenen Jahrzehnten Einzug in verschiedene Kulturgenres.
So hat die Kirche einen prominenten Auftritt im 1976 erschienenen Sketch «De Traum vom Zugfahre» des Kabarettisten Emil Steinberger. Darin erklärt Steinberger als aufgeregter Zugpassagier mit Mütze einem belgischen Touristen, dass man das Chileli von Wassen wegen den Kehrtunnels dreimal erblicken kann. Das Stück geniesst in der Schweiz Kultstatus und wurde letztmals zur Eröffnung des Gotthard-Basistunnels durch Emil Steinberger aufgeführt.
Auch in der Verfilmung des Schweizer Jugendbuch-Klassikers Mein Name ist Eugen von 2005 nehmen die Kehrtunnels und die Kirche eine Rolle ein. Auf einer Pfadfinder-Reise wird zum Beweis der Kehrtunnels eine 25-Liter-Sirupflasche zwischen den Holzbänken eines Drittklasswagens der SBB aufgehängt, welche aber zur Freude der Kinder kaputtgeht.
2018 veröffentlichten die Schweizer Rapper Lo & Leduc den Song Chileli vo Wasse auf ihrem kostenlosen Album Update 4.0. Darin benutzen sie die Kirche von Wassen als Metapher für eine zwischenmenschliche Beziehung, die nicht so recht auf Touren kommt.  Der Song wurde alleine auf Spotify innert dreier Monate rund eine Viertelmillion Mal angehört und verblieb zwölf Wochen lang in der Schweizer Hitparade.